# サンタルバーノ・ストゥーラ
サンタルバーノ・ストゥーラ（伊: Sant'Albano Stura）は、イタリア共和国ピエモンテ州クーネオ県にある、人口約2,400人の基礎自治体（コムーネ）。

## 地理

### 位置・広がり
| 隣接するコムーネは以下の通り。 - フォッサーノ - マリアーノ・アルピ - モンタネーラ - モロッツォ - ロッカ・デ・バルディ - トリニタ |

#### 地震分類
イタリアの地震リスク階級 (it) では、3 に分類される
。